# Somethin' Stupid (Robbie Williams e Nicole Kidman)
Somethin' Stupid è un singolo di Robbie Williams e Nicole Kidman del 2001, cover dell'omonimo brano di Frank Sinatra e Nancy Sinatra. Fa parte dell'album Swing When You're Winning pubblicato nello stesso anno.
Il singolo, complice la partecipazione dell'attrice Nicole Kidman alla registrazione e al video della canzone, ottiene un successo planetario, raggiungendo i vertici delle classifiche di diversi paesi e segnando il maggior successo di Williams in Europa.

## Video musicale
Il video musicale è stato diretto da Vaughan Arnell nel dicembre 2001 e prodotto da Jason Kremer. Robbie Williams e Nicole Kidman interpretano una coppia di amanti che trascorre le vacanze natalizie in un'accogliente casa in montagna. Seduti sotto l'albero di Natale, i due scartano i regali (il cantante trova un maglione, mentre l'attrice una frusta e una borsetta a forma di cuore). Si ritirano quindi ciascuno nella propria stanza, dove provano i doni (Robbie Williams indossa il maglione a quadretti e Nicole Kidman addenta la frusta come per saggiarne la qualità); la coppia si riunisce poi in una camera da letto dove, all'improvviso, le luci si spengono lasciando i due amoreggiare nella stanza buia. La Kidman accarezza il cantante e gli sfila via la maglietta mentre la telecamera si sofferma sulla spalla nuda di Williams, su cui si intravede un tatuaggio.
L'attenzione si sposta quindi sui due cantanti che, seminudi, si coccolano e si baciano nel letto matrimoniale con l'attrice distesa che morde la frusta e la utilizza sull'uomo. Al termine del video, Robbie Williams e Nicole Kidman appaiono vestiti mentre si abbracciano nel letto.

## Tracce
UK CD
1. Somethin' Stupid (con Nicole Kidman) - 2:50
2. Eternity [Orchestral Version] - 5:33
3. My Way [Live at the Albert Hall] - 7:01
4. Somethin' Stupid [Enhanced Video]

UK DVD
1. Somethin' Stupid Music Video
2. Somethin' Stupid Behind Scenes
3. That's Life Audio
4. Let's Face The Music and Dance Audio

## Classifiche
| Classifica (2001/02) | Posizione massima |
| -------------------- | ----------------- |
| Australia            | 8                 |
| Austria              | 2                 |
| Belgio (Fiandre)     | 5                 |
| Belgio (Vallonia)    | 6                 |
| Canada               | 25                |
| Danimarca            | 6                 |
| Europa               | 1                 |
| Francia              | 16                |
| Germania             | 2                 |
| Irlanda              | 2                 |
| Italia               | 1                 |
| Norvegia             | 9                 |
| Nuova Zelanda        | 1                 |
| Paesi Bassi          | 5                 |
| Portogallo           | 1                 |
| Regno Unito          | 1                 |
| Spagna               | 2                 |
| Svezia               | 17                |
| Svizzera             | 3                 |